# Hendrik-Kapelle
Hendrik-Kapelle (Frans: Henri-Chapelle, Duits: Heinrichskapelle, Waals: Hinri-Tchapele, Platdiets: Kapäl) is een dorp en deelgemeente van Welkenraedt in de Belgische provincie Luik.

## Natuur en landschap
De plaats behoort tot de zogenoemde Platdietse streek. Landschappelijk en geografisch behoort Hendrik-Kapelle tot het Plateau van Herve/Land van Herve. Even ten westen van de bebouwde kom, ter hoogte van de watertoren, bevindt zich het hoogste punt van Hendrik-Kapelle en van het Plateau van Herve. Hier staat men op 354 meter boven TAW en heeft men uitzicht over de Ardennen in het zuiden, het dal van de Berwijn en over het Maasbekken in het noordwesten, over het Limburgs Heuvelland in het noorden, over het Drielandenpunt in het noordoosten en over de Eifel in het zuidoosten.
Bij Hendrik-Kapelle ontspringt de Gulp. Hendrik-Kapelle ligt op het waterscheidingspunt van drie stroomgebieden: de Gulp in het Gulpdal in het noorden, de Geul in noordoosten en de Vesder in het zuiden (via de Ruyff). Net ten westen van het dorp (bij de watertoren) is er een tweede waterscheidingspunt tussen Berwijn (noordoosten), Gulp (noorden) en Vesder (zuiden).

## Geschiedenis
De naam komt al in 1172 voor als Heinrici Capella en in 1477 als Heynrichs Cappellen. De plaats behoort tot het oorspronkelijk gebied van het hertogdom Limburg. Het behoorde tot de Limburgse hoogbank Baelen. In 1263 verheft hertog Walram de plaats tot vrijheid met bepaalde privileges. Net als de rest van het hertogdom werd Hendrik-Kapelle bij de annexatie van de Zuidelijke Nederlanden door de Franse Republiek in 1795 opgenomen in het toen gevormde departement Ourthe.
Bij de onafhankelijkheid van België inventariseerde geograaf Philippe Vandermaelen in dit dorp 241 landelijke woningen, een kerk, twee kastelen, een molen, een brouwerij en een school. Er waren 1329 inwoners. Het inventaris omvat verder details over de natuurlijke omgeving, bodems, landbouwproductie en veestapel. Ook het wegennetwerk van toen is beschreven. Er waren net nieuwe wegen aangelegd naar Aken die het dorpscentrum vermeden; de handel stond op instorten. 
Van belang zijn de psychiatrische inrichtingen in en bij beide kastelen (opgericht in 1875 respectievelijk 1907). Deze verzorgen jaarlijks ongeveer 1200 cliënten (begin 21e eeuw).

## Demografische ontwikkeling
- Bronnen:NIS, Opm:1831 tot en met 1970=volkstellingen, 1976= inwoneraantal op 31 december

## Bezienswaardigheden
- Museum van de Weg, een openluchtmuseum met een collectie van zes stroken weg uit verschillende periodes, van een heirweg uit de Romeinse tijd, tot een weg uit de periode dat Albert I regeerde.
- Kasteel Ruyff (17de eeuw)
- Kasteel Baelen (uit 1737)
- Sint-Joriskerk (gotisch, met romaanse toren)
- Op de Amerikaanse militaire begraafplaats Henri-Chapelle, 23 hectare groot, liggen bijna achtduizend militairen begraven, de meesten gesneuveld in de Slag om de Ardennen.

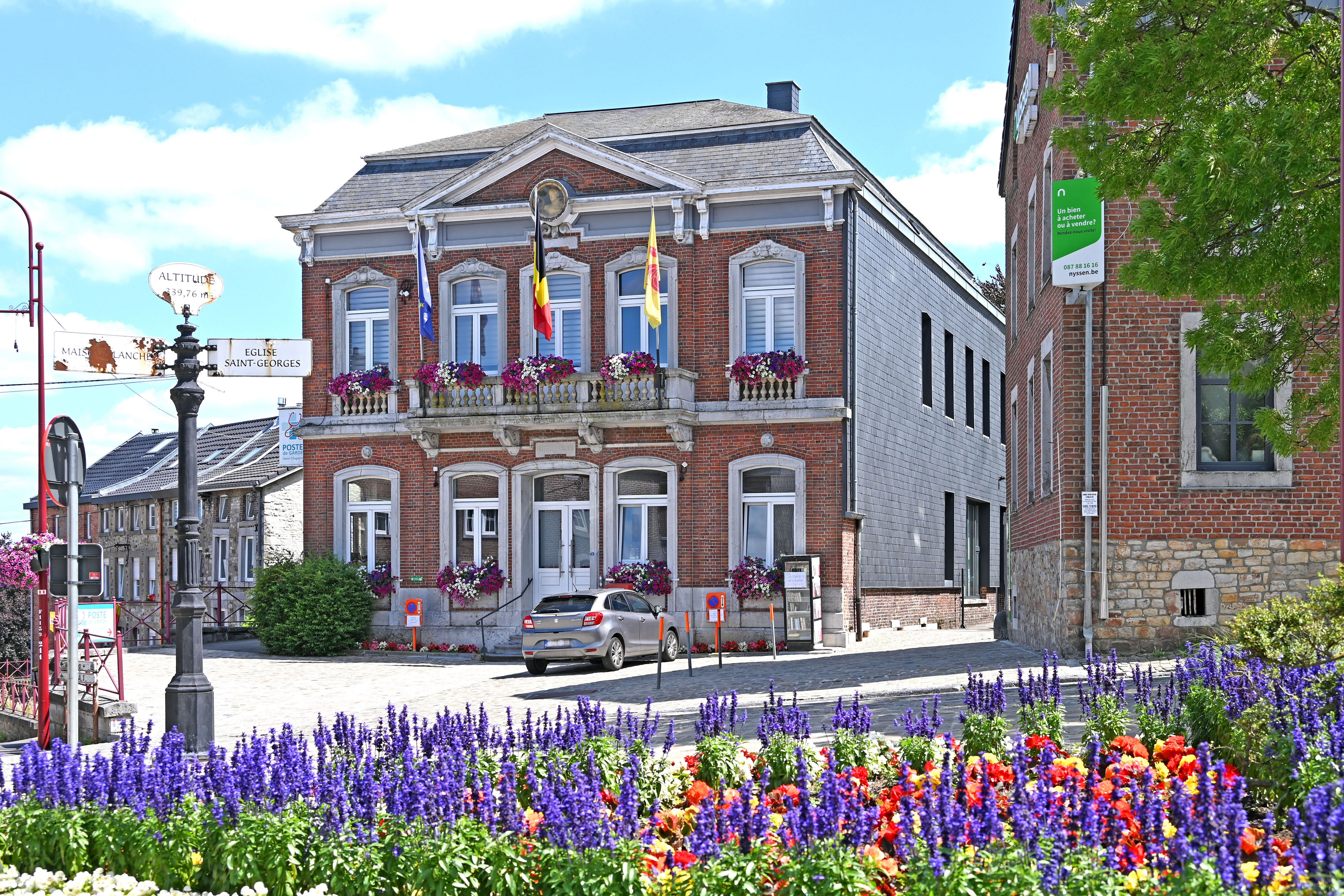
Stadhuis
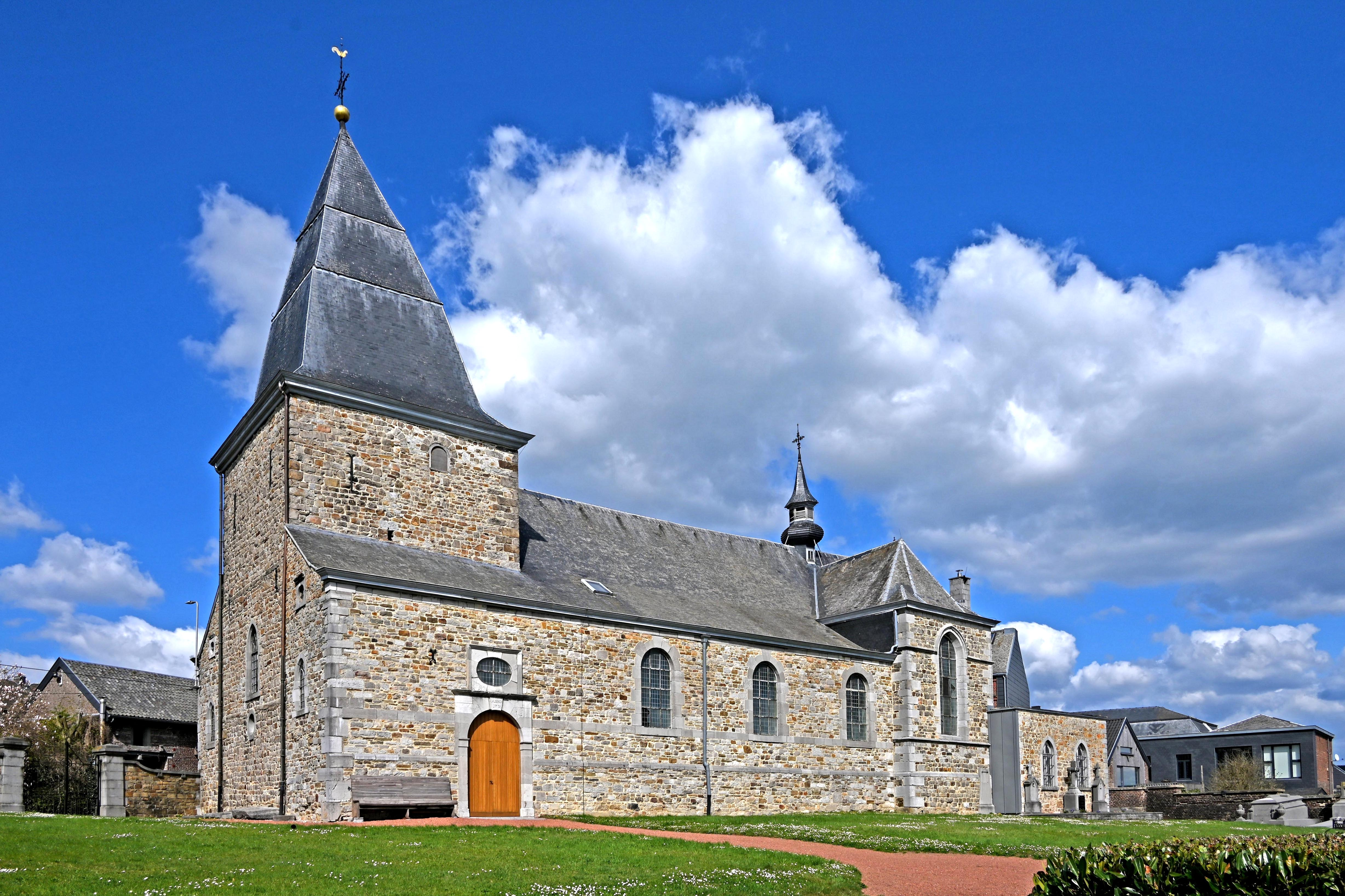
Sint-Joriskerk
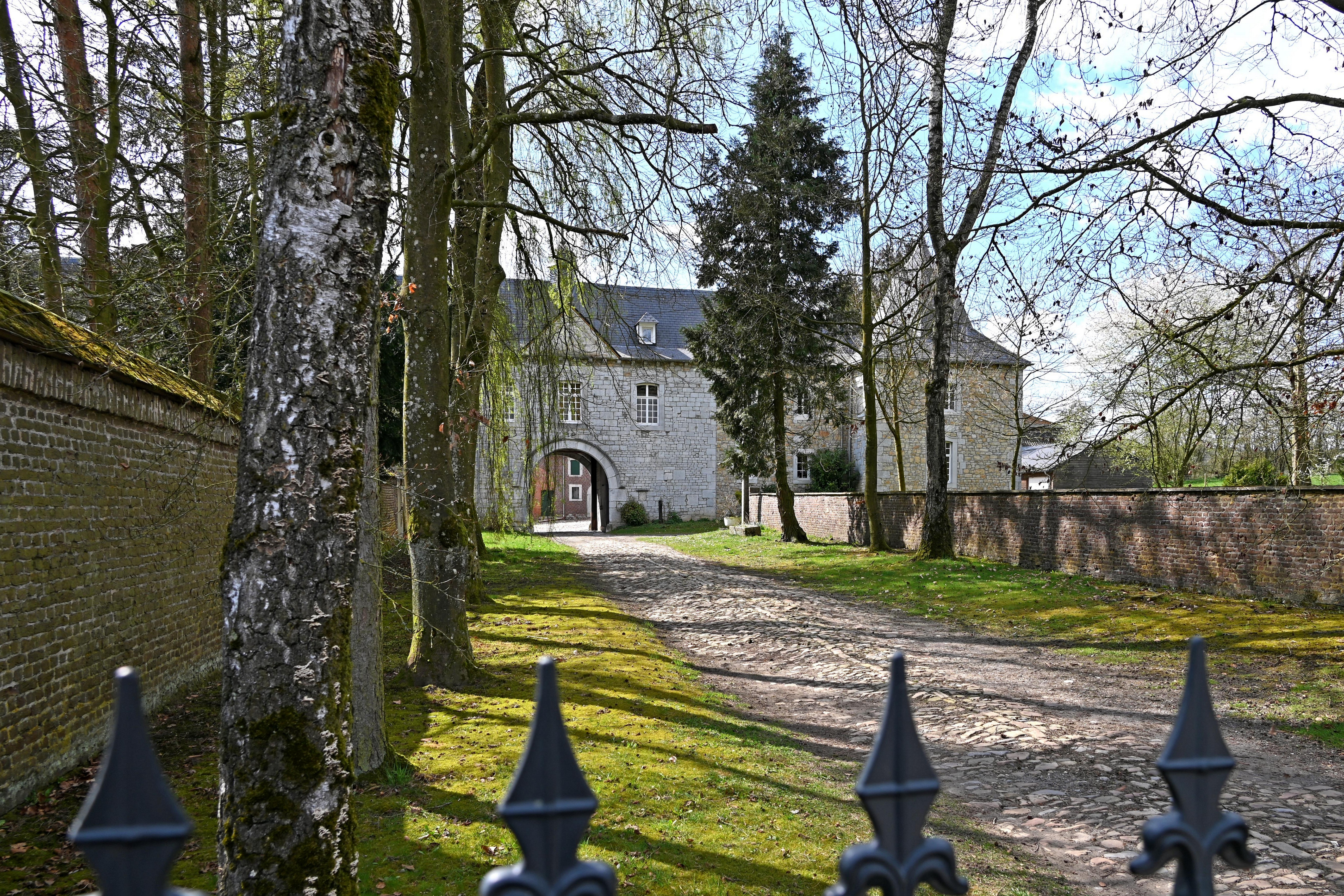
Kasteel Ruyff
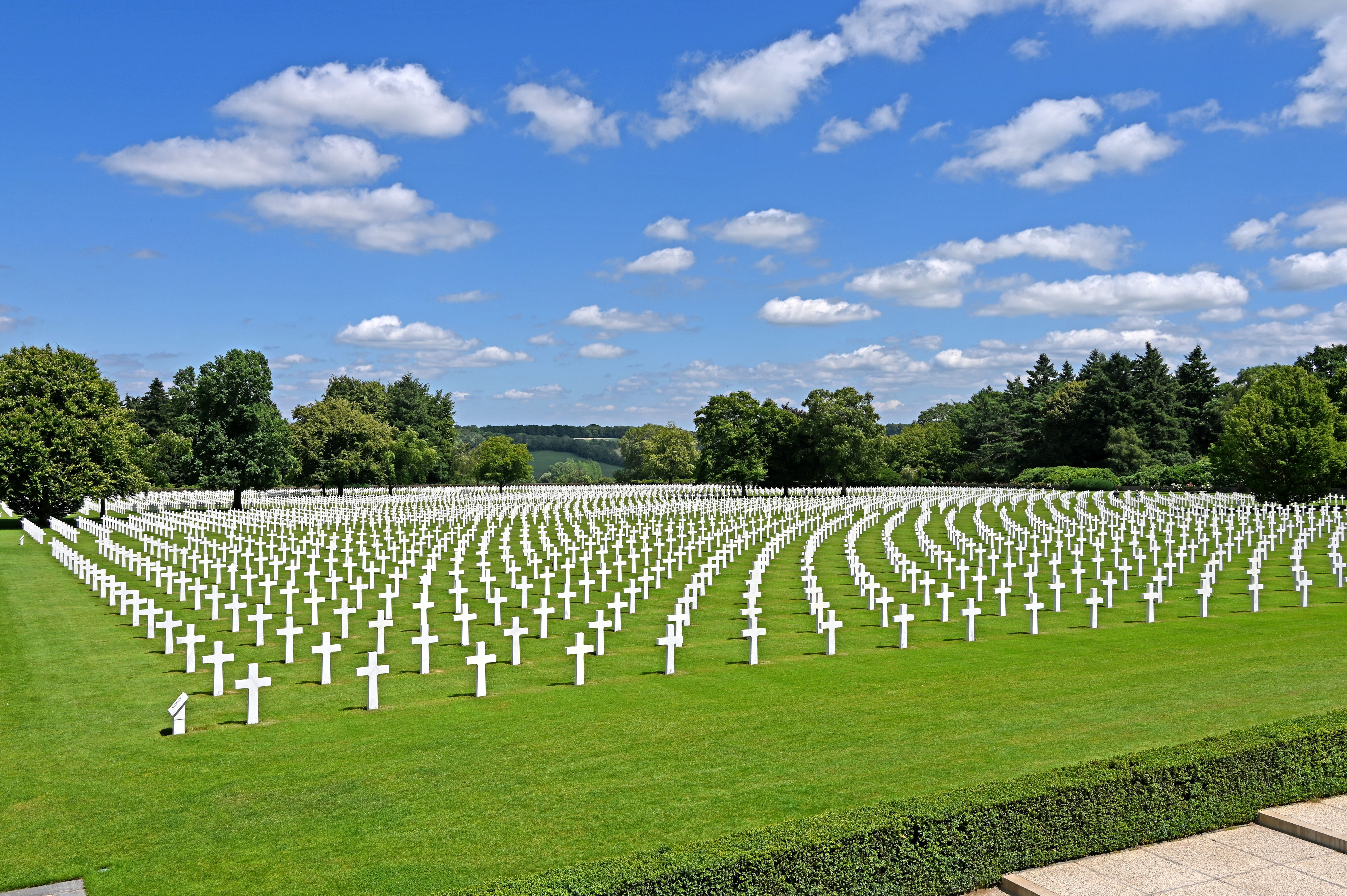
Amerikaanse militaire begraafplaats

## Nabijgelegen kernen
Welkenraedt, Montzen, Hagelstein, Clermont, Homburg